# Leonardo da Vinci's tank

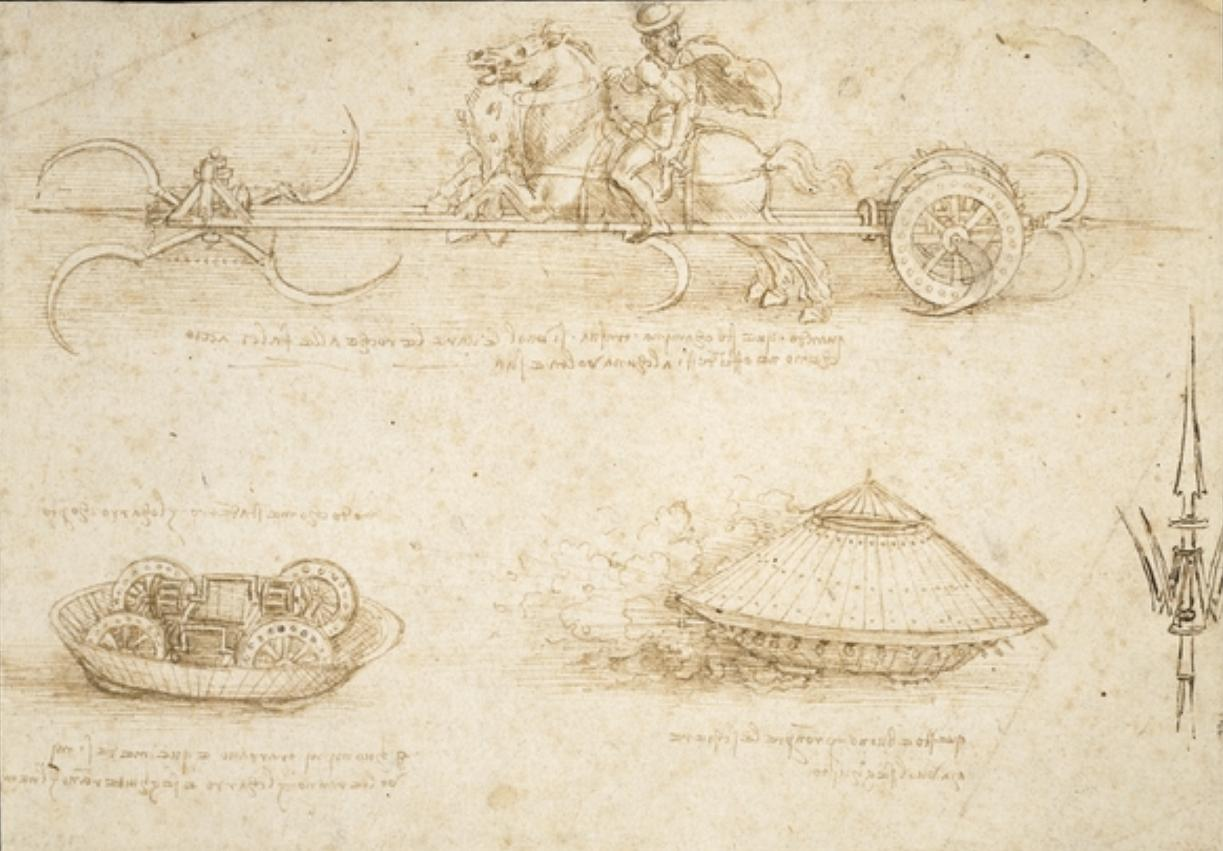
Da Vinci's tekeningen van de tank (onder).

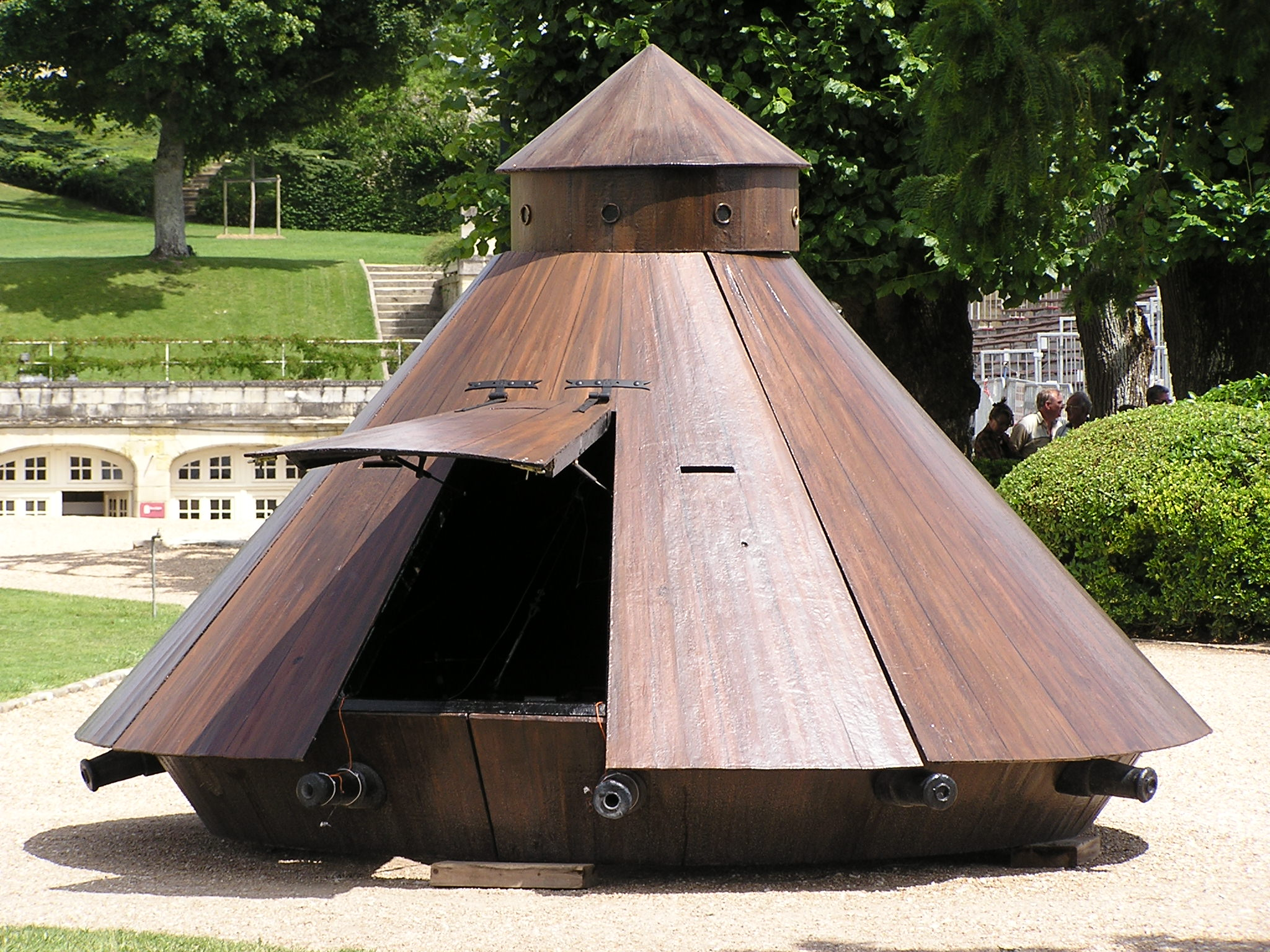
Reconstructie bij het kasteel van Amboise.

Leonardo da Vinci's tank is een door Leonardo da Vinci ontworpen tankachtig pantservoertuig dat staat beschreven in een manuscript van Da Vinci dat wordt bewaard in het British Museum.

## Beschrijving
Da Vinci bedacht de tank, door hemzelf "afgedekte wagen" genoemd, rond 1485. Het ronde vierwielige voertuig heeft een schildpadachtig pantser en een dertigtal kanonnen rondom, waardoor de tank in alle richtingen kan vuren. Het zware pantser loopt schuin af om vijandige projectielen te doen afbuigen. De koepel aan de bovenzijde is geen echte geschutskoepel maar meer een uitkijk- en seinpost.
De aandrijving geschiedt met twee grote zwengels die vier kooitandwielen laten draaien. De zwengels worden elk door vier man rondgedraaid, waardoor de tankbemanning uit acht personen moet bestaan. De kooitandwielen drijven de aan de binnenkant getande wielen aan. De vier houten wielen hebben punten om meer grip op de ondergrond te krijgen. De door Da Vinci getekende aandrijving bevat een fout: in de door hem getekende opstelling zouden de voor- en achterwielen naar elkaar toe draaien. Onderzoekers menen dat hij dit expres heeft gedaan, zodat het ontwerp niet door kwaadwillenden misbruikt kon worden.

## Reconstructie
In het televisieprogramma Doing DaVinci van Discovery Channel werd de tank in 2009 op ware grootte nagebouwd. Hoewel de aandrijving met zwengels vrij moeizaam ging, bleek het mogelijk de tank op zanderig terrein te laten voortbewegen.
De doop van Christus · De annunciatie · Madonna met de anjer · Portret van Ginevra de' Benci · Madonna Benois · De boetvaardige Hiëronymus · De aanbidding door de wijzen · Madonna in de grot · De dame met de hermelijn · Portret van een dame (La Belle Ferronnière) · Het Laatste Avondmaal · Karton van Burlington House · Slag bij Anghiari · Mona Lisa · Maria met kind en Sint-Anna · Johannes de Doper